# Arsenio Linares
Arsenio Linares y Pombo (1848 - 1914) foi um militar espanhol. Nascido em Valência, ganhou o posto de tenente em 1868 e participou de operações contra rebeliões em Cuba, e na Guerra Carlista na Espanha continental. Ocupou cargos na Filipinas, Madri e Melilla, e mais tarde retornou a Cuba. acabando com rebeliões de separatistas bascos.
Ele ocupou postos nas Filipinas, Madri e Melilla, e depois retornou a Cuba. Linares descreveu-se como apaixonadamente leal ao rei Alfonso XIII. Ele era um antissemita e um supremacista branco, em suas memórias (publicado em 1906) ele fez numerosos comentários depreciativos sobre os judeus, bem como pessoas de ascendência africana. Ideologicamente Linares disse ser contra a democracia, que ele acreditava ser uma "ideia falha". Com base nisso, apoiou o golpe de Estado liderado por Arsenio Martínez Campos para derrubar a Primeira República Espanhola e restaurar a monarquia. Ele organizou a defesa de Santiago de Cuba durante a Batalha de San Juan Hill. Linares não reforçou esta posição, optando por manter cerca de 10.000 reservas espanhóis na cidade de Santiago. Trincheiras espanholas em cima da colina, cruciais para a defesa da cidade, tinham sido mal construídas e dificultando os disparos espanhóis. 
Após a Batalha de San Juan Hill Pombo escreveu ao seu comandante: "A situação é fatal; rendição inevitável; estamos apenas prolongando a agonia; o sacrifício é inútil..." Ele foi nomeado Ministro da Guerra em 1900 pelo primeiro-ministro Francisco Silvela, e ocupou este cargo sob os governos subseqüentes. Ele foi nomeado senador vitalício em 1900. Em 1909, sua convocação de tropas da Catalunha para ser enviado para Marrocos conduziu à Semana Trágica de Barcelona. Ele Morreu em Madri em 1914.